# Клермон-Гальранд, Пьер-Гаспар де
Маркиз Пьер-Гаспар де Клермон-Гальранд (фр. Pierre-Gaspard de Clermont-Gallerand; 4 февраля 1682 — 27 октября 1756) — французский государственный и военный деятель.

## Биография
Сын маркиза Шарля-Леонора де Клермон-Гальранда и Мадлен де Морме де Сент-Илер.
Первоначально титуловался графом де Клермон д'Амбуаз.
В 1697 году поступил на службу мушкетером, кампанию того года провел в Нидерландах. В 1698 году служил в Кудёнском лагере близ Компьена.
Младший лейтенант полка Короля (1699). В 1701 году служил во Фландрской армии.
Лейтенант (23.04.1702). Внес вклад в разгром голландцев под Нимвегеном. Участвовал в осадах Брайзаха, Ландау, в битве при Шпайере (1703). Капитан (27.01.1704).
В 1704—1705 годах служил в Мозельской армии. 7 февраля 1706 стал кампмейстером Королевского драгунского полка и отказался от роты в полку Короля. Участвовал в битве при Рамийи. В 1707 году служил во Фландрской армии. Адъютант герцога Бургундского. Участвовал в битвах при Ауденарде и Мальплаке.
В 1710 году служил во Фландрской армии. Капитан гвардии герцога Беррийского (31.01.1711). 5 сентября 1711 получил драгунский полк своего имени, командовал им при атаке укреплений Денена, осадах Дуэ, Ле-Кенуа (1712), разгроме генерала Вобонна и взятии Фрайбурга (1713).
15 мая 1714 отказался от командования полком, став кампмейстером Королевского драгунского полка. 15 апреля 1715 по смерти отца принял титул маркиза де Гальранда.
1 февраля 1719 произведен в бригадиры. В марте стал капитаном гвардии герцога Орлеанского, в мае великим бальи Доля на место графа де Шиверни. Первый конюший герцога Орлеанского (1724)
3 июня 1724 пожалован в рыцари орденов короля.
Кампмейстер-лейтенант Орлеанского драгунского полка.
В 1733—1735 годах служил в Рейнской армии, участвовал в осаде и взятии Келя (1733) и Филиппсбурга (1734). Лагерный маршал (10.02.1734), сложил командование полком. Генерал-лейтенант (1.03.1738).
1 августа 1741 направлен в Мозельскую армию маршала Майбуа, 31-го выступил с 3-й дивизией из Живе и повел ее в Вестфалию. В августе 1742 прибыл на Богемскую границу, провел зиму в Баварии. 13 марта 1743 назначен губернатором Нового Брайзаха. Вернулся во Францию с 1-й дивизией, 1 августа направлен в Верхнеэльзасскую армию маршала Куаньи. Командовал в Новом Брайзахе до начала кампании 1744 года.
1 апреля 1744 направлен в Рейнскую армию, внес вклад в изгнание имперцев из Эльзаса, 28 августа перешел Рейн, участвовал в осаде Фрайбурга, зимой командовал в Брайзахе.
1 апреля 1745 направлен во Фландрскую армию, участвовал в осаде Турне, битве при Фонтенуа, в июле был отправлен командовать лагерем у Шьевра, где были собраны три батальона и 32 эскадрона. Руководил осадой Ата, открыв траншею в ночь с 1 на 2 октября и 8-го приняв капитуляцию. 1 ноября назначен на зиму командующим в Ауденарде, в январе 1746 привел отряд, чтобы обложить Брюссель, и вернулся в Ауденарде после его взятия.
1 мая 1746 определен во Фландрскую армию, участвовал в битве при Року, 1 ноября снова оставлен на зиму в Ауденарде.
1 мая 1747 снова направлен во Фландрскую армию, участвовал в битве при Лауфельде, 1 ноября назначен командующим в Эльзасе под начальством Куаньи. Обосновался в Новом Брайзахе.
21 ноября назначен командующим в Они и Сентонже, покинул Эльзас и устроил свою резиденцию в Ла-Рошели. 25 апреля 1755 также получил командование в Пуату. 31 декабря был назначен генерал-лейтенантом на берегах этих провинций под командованием маршала Бель-Иля.
Был кавалером ордена Святого Людовика и ордена Кармельской Богоматери и Святого Лазаря Иерусалимского.

## Семья
Жена (7.04.1706): Габриель-Франсуаза д'О (1689—1765), дочь Габриеля-Клода д'О, маркиза де Франконвиля, генерал-лейтенанта морских армий короля, и Мари-Анн де Лавернь де Гийераг, придворной дамы дофины. Придворная дама герцогини Орлеанской (17.08.1719), камерфрейлина после смерти своей старшей сестры Мари-Анн д'О (4.1727)
Дети:
- Луиза-Диана-Франсуаза (ок. 1711—23.08.1788). Муж 1) (14.01.1728): Жорж-Жак де Клермон (ум. 1734), маркиз де Сент-Эньян, генеральный инспектор пехоты, кампмейстер Овернского полка, ее кузен; 2) (24.02.1738): Луи I де Бранкас (1663—1739), герцог де Виллар
- Луи-Жорж-Ипполит (1714—1.01.1719)